# Choriplacina
Sous-ordre
Les Choriplacina forment un sous-ordre de mollusques polyplacophores des îles indo-pacifiques.

## Liste des familles
Selon ITIS (25 novembre 2018) :
- famille Choriplacidae Ashby, 1928